# Miss & Mister Deaf World
Miss & Mister Deaf World (MMDW) è un concorso internazionale di bellezza che incorona giovani donne sorde a Miss Deaf World e giovani uomini sordi a Mister Deaf World ogni anno, di solito a Praga, nella Repubblica Ceca.

## Storia
MMDW è un'organizzazione non a scopo di lucro creata nel 2001. Lo spettacolo è organizzato dalle società MISS DEAF s.r.o. e MISS – MISTER DEAF s.r.o., e il loro presidente è Josef Uhlíř. La lingua ufficiale del concorso è la lingua dei segni internazionale e le corone di cristallo per tutti i finalisti sono realizzate da Astera s.r.o.
Secondo le regole del concorso nel 2012, un vincitore non ha potuto partecipare a un altro concorso di bellezza. Uhlíř ha spiegato il motivo per mantenendo l'alta reputazione dei titoli acquisiti e prevenire qualsiasi danno del prestigio delle competizioni Miss Deaf World e Miss Deaf Europa. Uhlíř ha aggiunto che ogni ragazza potrebbe partecipare a queste competizioni, anche due volte, se non le venisse assegnato alcun titolo durante la sua prima partecipazione.

## Vincitrici e Vincitori
| Data e luogo                                                                             | Miss Deaf World                           | Prima Vicemiss Deaf World                                                        | Seconda Vicemiss Deaf World   | Miss Deaf Europa                  | Miss Deaf Asia            | Mister Deaf World                         | Mister Deaf Europa          | Mister Deaf Asia         |
| ---------------------------------------------------------------------------------------- | ----------------------------------------- | -------------------------------------------------------------------------------- | ----------------------------- | --------------------------------- | ------------------------- | ----------------------------------------- | --------------------------- | ------------------------ |
|                                                                                          |                                           |                                                                                  |                               |                                   |                           |                                           |                             |                          |
| 2021                                                                                     | /                                         | /                                                                                | /                             | /                                 | /                         | /                                         | /                           | /                        |
| aprile–maggio 2020. Bangkok, Thailandia Edizione non tenuta a causa del Covid.19         | /                                         | /                                                                                | /                             | /                                 | /                         | /                                         | /                           | /                        |
| 19 luglio 2019. Nelspruit, Sudafrica                                                     | Vidisha Baliyan India                     | Lethiwe Ntaka Sudafrica                                                          | Caroline Costa Brasile        | Petra Jakopović Croazia           | Kanjana Phimpa Thailandia | Phumelela Mapukata Sudafrica              | Petro Mendryshora Ucraina   | Chunping Zhou Cina       |
| 29 settembre 2018. Casa nazionale di Vinohrady, Centro Congressi, Praga, Repubblica Ceca | Assia Uhanany (31 anni) Israele           | Juthathip Srithamrongwat Thailandia                                              | Ludmila Krautsova Bielorussia | Andreea-Maria Stîngaciu Romania   | Nishtha Dudeja India      | Jan Jakub Matěj Emmer (33 anni) Rep. Ceca | Josip José Smokvina Croazia | Mani Gulati India        |
| 15 luglio 2017. Centro congressi di Praga                                                | Chutima Netsuriwong (23 anni) Thailandia  | Maria Puposka Macedonia del Nord Then: Ana-Maria Barnjak Croazia By MMDW website | Inna Demidova Bielorussia     | Petra Gluchová Rep. Ceca          | Manman Hao Cina           | Eric Alcantara Pascual Spagna             | Bagou Chehiban Francia      | Yu Chen Lin Taiwan       |
| 16 luglio 2016. Sala congressi del TOP Hotel, Praga                                      | Janetta Hendrika Liaane Erasmus Sudafrica | Aminaka Gako Senegal                                                             | Victoria Soo Lum Canada       | Elena Novokhatskaya Ucraina       | Caoyue Piao Corea del Sud | Kevin Petit Francia                       | Alberto Jorgues Mora Spagna | Tian Ye Cina             |
| 18 luglio 2015. Sala congressi del TOP Hotel, Praga                                      | Natalija Bilanová Ucraina                 | Anastasia Viazovskaya Bielorussia                                                | Lé Thi Thuy Doan Vietnam      | Karina Astrid Jemmott Regno Unito | Lin Ching Lan Taiwan      | Camilo Viloria Arrieta Colombia           | Tomáš Brož Rep. Ceca        | Sophon Sae-Li Thailandia |

| Data e luogo                                        | Miss Deaf World                                                               | Prima Vicemiss Deaf World               | Seconda Vicemiss Deaf World                                    | Miss Deaf Europa                                    | Miss Deaf Simpatia                                  | Mister Deaf World                             | Mister Deaf Europa                |  |
| --------------------------------------------------- | ----------------------------------------------------------------------------- | --------------------------------------- | -------------------------------------------------------------- | --------------------------------------------------- | --------------------------------------------------- | --------------------------------------------- | --------------------------------- |  |
| 19 luglio 2014. Sala congressi del TOP Hotel, Praga | Lydia Svobodova Slovacchia                                                    | Maria Isabel Carlos Maia Brasile        | Xiao Yuan Liu Cina                                             | Olivera Lozić Serbia                                | Pitiyanan Matthayomphan Thailandia                  | Jean-Marie Bourdon Francia                    | David Spiess Austria              |  |
| 13 luglio 2013. Sala congressi del TOP Hotel, Praga | Thaisy Payo (25 anni) Brasile                                                 | Erika Ďuricová (20 anni) Slovacchia     | Queval Marianne (23 anni) Francia                              | Kinal Timea Melinda (23 anni) Ungheria              | Niahkale Sako (22 anni) Mali                        | Christian Paul López Bernal (26 anni) Messico | Bohuš Vlačuha (20 anni) Rep. Ceca |  |
| 7 luglio 2012. Sala congressi del TOP Hotel, Praga  | Karin Keuter (20 anni) Germania                                               | Maiko Sakvarelashvili (20 anni) Georgia | Mariana Latseviuk (21 anni) Ucraina Doppia vittoria            | Mariana Latseviuk (21 anni) Ucraina Doppia vittoria | Adjelina Corovic (19 anni) Montenegro               |                                               |                                   |  |
| 8 luglio 2011. Praga                                | Ilaria Galbusera Italia                                                       | Elena Korchagina Russia                 | Dian Inggravati Soebangil Indonesia Il titolo è stato revocato | Natalya Ryabova Bielorussia                         | Ilaria Galbusera Italia Doppia vittoria             |                                               |                                   |  |
| 9 luglio 2010. Tbilisi, Georgia                     | Alena Smyslova Russia                                                         | Zhihuang Wang Cina                      | Stella Falawo Kunjan Ghana                                     | Alena Smyslova Russia Doppia vittoria               | Portia Stacei Oliver Sudafrica                      |                                               |                                   |  |
| 2009. Praga                                         | Diana Kotvun Ucraina                                                          | Simhiwe Magagula eSwatini               | Mariya Baranova Russia                                         | Nina Dividtinidze Georgia                           | Zuzana Zliechovcova Slovacchia                      |                                               |                                   |  |
| 12 luglio 2008. Praga                               | Rossana Mazzocchio (19 anni) Regno Unito                                      | Michaela Theimerova (21 anni) Rep. Ceca | Yulia Arslanova (19 anni) Russia                               |                                                     | Jasmin Katzberg (22 anni) Germania                  |                                               |                                   |  |
| 14 luglio 2007. Praga                               | Qingling Baova (25 anni) Cina                                                 | Kristina Weber (21 anni) Germania       | Nila Kudlykova (19 anni) Ucraina                               |                                                     | Terneil Nicole Oppel (19 anni) Sudafrica            |                                               |                                   |  |
| 2006. Praga                                         | Ivana Novelic Serbia                                                          | Marina Chukhriy Ucraina                 | Viera Zliechcová Slovacchia                                    |                                                     | Angeligue Verstraete Belgio                         |                                               |                                   |  |
| 2005. Praga                                         | Petronela Petrovičová Slovacchia                                              | Daniejela Bukvic Serbia                 | Julia Agapova Russia                                           |                                                     |                                                     |                                               |                                   |  |
| 2004. Praga                                         | Candice Morgan (22 anni) Sudafrica                                            | Vaida Kuzminskyte (22 anni) Lituania    | Tatyana Prichodko (21 anni) Ucraina                            |                                                     | Tatyana Prichodko (21 anni) Ucraina Doppia vittoria |                                               |                                   |  |
| 19 luglio 2003. Praga                               | Galina Broiko (21 anni) Ucraina Then: Nastjana Pridok Ucraina By MMDW website | Natalia Chochlova (22 anni) Russia      | Sara Melech (16 anni) Israele                                  |                                                     | Zhang Huanying (25 anni) Cina                       |                                               |                                   |  |
| 2002. Praga                                         | Danijela Gedovic Serbia                                                       | Ludmila Šinglarová Rep. Ceca            | Natália Martinenko Ucraina                                     |                                                     |                                                     |                                               |                                   |  |
| 2001. Maiorca                                       | Viktoriia Prytychenko Ucraina                                                 | Bulgaria                                | Rep. Ceca                                                      |                                                     |                                                     |                                               |                                   |  |